# Esporte Clube 21 de Abril
Esporte Clube 21 de Abril é um clube brasileiro de futebol da cidade de Fátima do Sul, no estado de Mato Grosso do Sul. Fundado em 21 de abril de 1962, suas cores são vermelho e branco.

## História
Em meados de 1961 e 1962 na cidade que levava o nome de Vila Brasil, hoje Fátima do Sul, foi formada uma agremiação que teve inicialmente o nome de Sport Club 21 de Abril, pois foi um grupo de pessoas que nesta data resolveram formar esta equipe. Antes jogando apenas competições amadoras e amistosos contra equipes da região, disputou seu primeiro campeonato profissional em 1978, o Campeonato Mato-Grossense de Futebol. No ano seguinte, disputa o Campeonato Sul-Mato-Grossense, sendo este o primeiro campeonato estadual de Mato Grosso do Sul realizado após a divisão do estado do Mato Grosso em dois. Entre os anos de 1987 e 1988, participa da Série B do estadual, sendo estes seus últimos campeonatos profissionais disputados. Atualmente conta com uma equipe de futebol máster e também uma escolinha de futebol menor. A equipe máster é basicamente formada e comandada por ex-atletas das equipes amadoras.

## Títulos

### Amadores
Campeonato Amador da Liga Esportiva Douradense de Amadores: 1964.

## Histórico em competições oficiais

### Campeonato Mato-Grossense
Participações: 1978.

### Campeonato Sul-Mato-Grossense
Participações: 1979.

### Campeonato Sul-Mato-Grossense - Série B
Participações: 1987 e 1988.